# Interseksualnost
Interseksualne su one osobe koje su se rodile s bilo kojim od nekoliko spolnih obilježja (kombinacija kromosoma, gonade, genitalije i dr.) koje je Ured Visokog povjerenika Ujedinjenih naroda za ljudska prava odredio kao »izvan okvira tipičnih binarnih koncepcija muškog ili ženskog tijela«.
Dodjela spola pri rođenju obično se provodi prema vanjskim genitalijama djeteta. Broj djece rođene s nejasnim genitalijama leži između 1 : 4500 i 1 : 2000 (0,02 – 0,05 %). Djeca također mogu razviti atipične kromosome, gonade ili hormone. Neke su osobe odgajane kao djevojčice, odnosno dječaci, a oni se zatim u kasnijim fazama života počnu identificirati drugim rodom, iako većina nastavi prianjati dodijeljenu rodu. Statistika broja rođenja interseksualne djece varira ovisno o tome tko provodi istraživanje te o definiciji interseksualnosti koja se upotrebljava. Seksologinja Anne Fausto-Sterling te suautori njene knjige tvrde da bi stopa »nedimorfnog spolnog razvoja« u ljudi mogla biti čak 1,7 %. U odgovoru na tu procjenu, američki psiholog Leonard Sax ističe kako ta brojka uključuje stanja poput kasnopojavne kongenitalne nadbubrežne hiperplazije i klinefelterova sindroma, koje većina liječnika ne smatra naznakama interseksualnosti; Sax tvrdi da »kako se pojmu interseksualnosti ne bi oduzelo svako značenje, on bi se trebao odnositi isključivo na stanja u kojima se spol prema kromosomima i prema fenotipu razilaze, ili u kojima se fenotip ne može smatrati ni muškim niti ženskim«. Sax pak procjenjuje da je stopa interseksualnosti u ljudi oko 0,018 % (jedno u svakih 5500 rođene djece), otprilike sto puta manja od procjene Fausto-Sterling.

## Nazivlje
Pojmovi kojima se označavaju interseksualne osobe predmet su rasprave, a različite su ovisno o vremenu i mjestu. Interseksualne se osobe prethodno izjednačavalo s hermafroditima ili zvalo »kongenitalnim eunusima«. Tijekom 19. i 20. stoljeća, neki su medicinski stručnjaci razvili novu nomenklaturu ne bi li klasificirali pojave koje su zapažali, što je bio i prvi pokušaj taksonomske klasifikacije različitih stanja u spektru interseksualnosti. Interseksualne se osobe tako kategoriziralo kao osobe s »pravim hemafroditizmom«, odnosno »ženskim« ili »muškim pseudohermafroditizmom«. Danas se ovi pojmovi više ne upotrebljavaju, a pojam hermafroditizma smatra se obmanjujućim, stigmatizirajućim ili znanstveno varljivim u odnosu na ljudski rod. U biološkom smislu, hermafroditi su organizmi koji su sposobni proizvoditi i muške i ženske gamete. U kliničkom se kontekstu od 2006. godine koristi pojam »poremećaja seksualnog razvoja« (engl. disorder of sex development, DSD), čiji se izražaj smatra kontroverznim od njegovog uvođenja.

## Društvo
Interseksualne se osobe suočavaju sa stigmatizacijom i diskriminacijom od rođenja ili od početka jačeg izražaja interseksualnih obilježja do kojeg dolazi u pubertetu. Interseksualne su osobe učestalije od drugih žrtve infanticida, stigmatizacije u obitelji ili napuštanja. Na globalnoj razini, neka novorođenčad ili djeca interseksualnih spolnih obilježja podilaze kirurškim zahvatima ili hormonskim terapijama, uključujući sterilizaciju, kako bi se njihova spolna obilježja prilagodila društveno prihvatljivim standardima. Ta se praksa smatra kontroverznom te ne postoje čvrsti dokazi o pozitivnim ishodima. Također je sve prevalentnije mišljenje da takve procedure konstituiraju povrede ljudskih prava. Taj stav zastupaju kako međunarodne, tako i državne institucije za ljudska prava i etiku. Godine 2011. Christiane Völling postala je prva interseksualna osoba koja je uspješno dobila odštetu u tužbi oko podilaženja kirurškog zahvata bez svoga pristanka. Godine 2015. Malta je prva u svijetu zakonski zabranila provođenje medicinskih zahvata vezanih uz modifikaciju spolne anatomije bez pristanka pacijenta, što uključuje zahvate obavljane na interseksualnim osobama.

## Povijest
Interseksualne se osobe bile posvjedočene od rane povijesti. Neki od najranijih spomena dolaze iz mitologije: grčki povjesničar Diodor Sicilski već je u 1. stoljeću prije Krista pisao o mitskom Hermafroditu, djetetu Afrodite i Hermesa rođenom s tijelom koje je »kombinacija muškog i ženskog« i ima nadnaravna obilježja. Također je zapisao priče o životima Diofana iz Abaee i Kalona iz Epidaurusa, interseksualnih stanovnika Grčke. Ardhanishvara, androgini spoj božanstava Šive i Parvati, nastao je u kulturi Kušanskog Carstva već u 1. stoljeću poslije Krista. Kip Ardhanishvare nalazi se u hramu Meenakshi u Indiji te jasno prikazuje i muške i ženske elemente tijela.
Hipokrat s Kosa i Galen iz Pergama obojica su smatrali spol spektrom između muškog i ženskog. Plinije Stariji, rimski prirodnjak, opisao je »osobe rođene s oba spola« u svome djelu Prirodoslovlje (lat. Naturalis historia) i nazvao ih »androginima«, prema grčkome andr-, »muškarac«, i gyn-, »žena«. Sveti Augustin, uvaženi katolički teolog, spomenuo je »androgine« kao alternativu spolne dihotomije u svome djelu Doslovno značenje Knjige postanka.
U srednjovjekovnim i ranim modernim europskim društvima, Rimsko pravo i anglosasko pravo razlikovali su muškarce, žene i hermafrodite, koji su prava dobivali ovisno o dominantnim rodnim obilježjima. U temeljnim dokumentima anglosaskog prava u 17. stoljeću, Institutes of the Lawes of England (»Ustroj zakona Engleske«), stoji da su hermafroditi mogli dobiti naslijeđe »kao muškarci ili kao žene, ovisno o onom spolu koji prevladava.«
Neka neeuropska društva imaju sustave roda koji raspoznaju više od dvije kategorije (muško i žensko). Pojedina od njih, poput južnoazijske kulture hidžra, uključuju interseksualne osobe u kategoriju trećeg roda. Iako su prema Morganu Holmesu rani europski antropolozi te kulture smatrali primitivnima, Holmes je ustvrdio kako su analize tih kultura bile prejednostavne, romantizirane ili nisu uzimale u obzir odnos prema pripadnicima svih kategorija rodnoga sustava.
U Viktorijanskom dobu, medicinski stručnjaci uveli su koncept »pravog hermafrodita« za pojedince koji imaju i tkivo jajnika i tkivo testisa, »muškog pseudohermafrodita« za pojedince s testisima i ženskim ili nejasnim fizičkim obilježjima te »ženskog pseudohermafrodita« za osobe s jajnicima i muškim ili nejasnim fizičkim obilježjima. Kasnije promijene u terminologiji odrazile su napredak u razumijevanju genetike, ali i moguće pogrdne asocijacije.
Termin »interseksualnost« skovao je Richard Goldschmidt 1917. godine, a uporabu termina »interseksualnog« umjesto »hermafrodita« prvi je predložio Alexander Polycleitos Cawadias 1940-ih godina.